# Eldfell
Az Eldfell (kiejtése kb. Eldfetl, magyarul Tűzhegy) Izland egyik legfiatalabb vulkáni hegye a Vestmannaeyjar szigetcsoport fő szigetén, a Heimaey-en. Egész Izlanddal együtt a Közép-Atlanti-hátságon és egyúttal egy forrópont felett, különösen aktív vulkáni zónában helyezkedik el. A többi izlandi tűzhányóhoz hasonlóan rétegvulkán, azaz a kitörés során szakaszosan felszínre került különböző típusú anyagokból épült fel. 1973-as keletkezését a tv-képernyőkön át már világszerte követték; a jól szervezett evakuáció pedig a katasztrófavédelem szép példája lett. A különösen veszélyes irányokba előretörő lávafolyamok hűtése tengervízzel sikeres újítás volt, aminek révén mérsékelni lehetett a kitörés okozta károkat.

## Története

A Heimaey sziget partvonalának alakulása az 1973-as kitörés nyomán

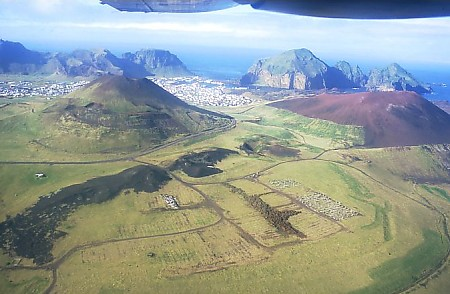
Balra a régi Helgafell, jobbra az Eldfell. Az 1973-as kitörés hasadéka sötéten látszik az előtérben

1973. január 21-én kis, csak műszerekkel érzékelhető földrengések kezdődtek a szigetcsoport környékén. Ez Izlandon nagyon gyakori, és nem utal egyértelműen közelgő vulkánkitörésre vagy nagyobb földrengésre, ezért nem is keltett különösebb figyelmet. A következő napon rengések kissé erősödtek, epicentrumuk közelebb került a felszínhez és egyben a szigetcsoport egyetlen lakott településéhez, Vestmannaeyjar városkához. A legerősebb rengés is csak 2,7 fokos volt a Richter-skálán.
A kitörés maga január 23-ra virradó éjjel 1.55 órakor kezdődött. Két éjszakai sétáló vette észre először a város keleti részén, hogy a földön heverő kavicsok ugrálni kezdenek, majd a város szélétől mintegy 200 méterre, de centrumától is csak egy kilométerre a talaj lassan megemelkedett. Hamarosan egy hasadék nyílt a földben, amiből parázs izzása látszott. A hasadék gyorsan megnyúlt, percek alatt meghaladta a kilométeres hosszat észak-északkelet–dél-délnyugati irányban. Megindult a lávaömlés, izzó darabok repültek magasra a levegőben. A hasadékban először tucatnyi kis kráterből tört a felszínre a láva, majd ezek egymásba folytak és az egész nyílásból megindult a magma felszínre áramlása. A repedés hamarosan 3 kilométer hosszúra terjeszkedett, mindkét végén elérte a tengerpartot. A láva helyenként 50-100 méter magasra is lövellt belőle, és a vulkáni aktivitás a víz alatt is folytatódott. Fokozatosan kialakult a kitörés centruma a Helgafell régi vulkáni kúpjától északra, közel a város keleti széléhez.

### Evakuálás
Az emberek gyorsan riasztották családjaikat, szomszédaikat, az egész várost. A virágzó, jómódú, túlnyomórészt a halászatból élő településnek 5300 lakosa volt, 1200 modern, jól felszerelt házban laktak, és a 13 négyzetkilométeres szigeten (kb. Budapest XIII. kerülete területének felel meg) 800 autó volt használatban. Kitelepítési terv nem létezett, de a lakosság számára a jelenség távolról sem volt ismeretlen. Évekig szemlélhették közelről, akár ablakukból is a vulkáni Surtsey sziget születését, és Izland egész történelmére rányomták a bélyegüket a tűzhányók. A családok felöltöztették a gyerekeket, magukhoz vették értékeiket és a kikötőbe indultak. A rendőrség és a tűzoltók segítettek az idősek és betegek evakuálásában.
A kikötőben mintegy 70 vízi jármű, főleg halászhajó volt, és néhány máshonnan érkezett hajó is. A kikötői rádión megkezdték az SOS-jelek sugárzását, és a környező vizekről több hajó is a sziget felé vette az útját. Az első halászhajó már szinte percekkel a kitörés kezdete után rendben megtelt és elindult, a többi folyamatosan követte.
A kormány és a polgári védelmi szervezet Reykjavíkban azonnal összeült, és beindította katasztrófaelhárító programjait, de a kiürítés alapvetően helyi irányítás alatt zajlott. Az első repülőgép a szárazföldről egy órával a kitörés kezdete után érkezett meg, miután ellenőrizték, hogy a helyi repülőtér kifutópályája a szigeten használható maradt. Ezt követte szinte az összes rendelkezésre álló izlandi repülőgép, a nagy utasszállítóktól kezdve a kis gépekig, valamint a keflavíki amerikai légitámaszpont helikoptereiig és szállítógépeiig. A szigetről a menekültekkel távozó gépek szárnyait nagynyomású vízsugárral kellett megtisztítani a folyamatosan hulló vulkáni hamutól. Órák alatt kiürítették a kórházat, és öt-hat óra alatt az egész lakosság, emberveszteség vagy sebesülés nélkül, elhagyta a szigetet, kivéve azokat, akik hivatalból, önszántukból maradtak ott. Sok idős embert nehéz volt rábeszélni a távozásra, de senkivel szemben nem alkalmaztak erőszakot. A háziállatokat szabadon engedték. A szigeten kitartó önkéntes mentőosztagok megpróbálták a károkat enyhíteni.
A szárazföldön a legtöbb menekült, mintegy 4000 fő Þorlákshöfn kikötőjébe érkezett. A Reykjavíkban, saját atombiztos óvóhelyén ülésező polgári védelmi bizottság első és legfontosabb feladatai közé tartozott a róluk történő gondoskodás. A főváros buszait a 45 perces távolságban lévő kikötőbe irányították és a menekülteket Reykjavíkba szállították, ahol iskolákban és más ideiglenes közösségi szállásokon helyezték el őket.
Izland és a főváros lakosságának túlnyomó része csak az első reggeli rádióhírekből, 7 óra után értesült az éjszakai eseményekről, amikor már folyamatosan érkeztek a menekültek. A lakosság túlnyomó része megmozdult és részt vett az ellátásukban. Hamarosan a károsultak nagy része hosszabb távú elhelyezésben részesült családoknál.

### A kitörés folytatódása a szigeten
Már az éjszaka folyamán a kitöréshez érkezett az egyik repülőgépen egy vulkanológus csoport, és megkezdték megfigyeléseiket. A helyzet gyorsan változott. A délnyugati kráterek elcsendesedtek, a kitörés ereje a városhoz közeli északkeleti részre koncentrálódott. A láva nagy része a tengerbe ömlött, a partvonal láthatóan kitolódott. A táj képe folyamatosan változott.
A körülbelül 300 főt számláló kármentő csoportok megkezdték a mozgatható értékesebb javak összeszedését. Később csatlakozott hozzájuk egy százfős, amerikai katonákból álló csoport is a keflavíki támaszpontról. Teherhajók érkeztek a kikötőkbe a gépkocsik elszállítására. Megkezdődött a halfeldolgozó üzemek készárujának elszállítása is a hűtőházakból. A láva közben lassan, de biztosan közeledett a város szélső házaihoz. Az első ház ekkor gyulladt ki a lehulló izzó törmeléktől, és gyorsan leégett. Január 31-ig 73 házat temetett be teljesen a vulkáni hamu és tefra, 39 pedig leégett.
Február elejére az új vulkáni kúp magassága elérte a 180 métert. Az új hegynek a helyiek először a Templom-hegy nevet adták egy régi templomról, ami valaha ezen a területen volt, de  aztán az izlandi hivatalos földrajzinév-bizottság a Tűz-hegy név mellett döntött. A mentőcsapatok folyamatosan dolgoztak a megmaradt épületek megóvásán, letakarították a tetőkről a hamuréteget, vaslemezekkel borították az ablakokat. A Gullfoss(en) nevű luxus kirándulóhajó állandóan a kikötő közelében horgonyzott, hogy pihenőhelyet nyújtson a mentésen dolgozóknak, illetve készen álljon a kimenekítésükre.
Csapatokban érkeztek a külföldi újságírók, forgatócsoportok, TV-stábok. Munkájuk nem csak a nagyközönség kíváncsiságát elégítette ki, hanem hozzájárult a szolidaritás erősödéséhez is. Különösen Skandinávia többi országából érkeztek jelentős segélyadományok a károsultak számára.

### A kikötő megmentése

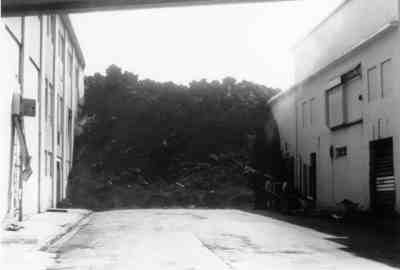
Vízsugarakkal állították meg a láva előrehaladását a város utcáiban

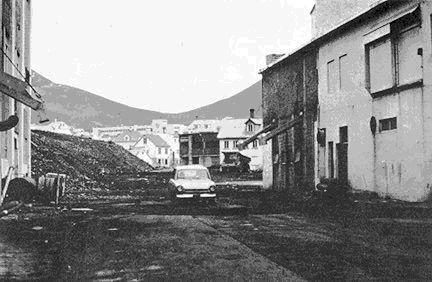
A fenti utca a kitörés vége és a takarítás után

A lávafolyamok elérték a kikötő bejáratát, és egyre szűkítették azt. A víz hőmérséklete 32 C°-ra emelkedett. A kikötő elvesztése lehetetlenné tette volna a sziget gazdasági továbbélését, sőt az egész ország számára nagy gazdasági veszteséget jelentett volna. A geológusok egy új módszert javasoltak a lávafolyamok terelésére az addigi buldózeres gátépítési próbálkozásokkal szemben. E javaslat megvalósítása lett a világon nagyobb méretekben az első ilyen sikeres kísérlet a lávafolyamok irányítására.
Az első hűtési kísérletre február 6-án, 15 nappal a kitörés megindulása után került sor. A városi vízvezetékből pumpáltak vizet az előretörő lávára, hogy azt lehűtve megállítsák a folyását és maga a lehűtött láva képezzen gátat a mögötte érkező magma-tömegek számára. A kezdeti sikerek után egy tűzoltóhajót hoztak a kikötőbe és annak vízsugaraival folytatták a munkát. A láva összetételének vizsgálata közben kedvezőtlen eredményeket hozott. Eszerint a láva jellege a hawaii típustól elmozdult a surtsey típus felé; ott pedig a kitörés több mint három éven át tartott. A láva füstjében pedig életveszélyes gázok is megjelentek. Február 12-én a kikötőből minden hajót kirendeltek, mert fennállt a veszélye a kijárat végleges elzáródásának.
Március végén és áprilisban már nagy kapacitású szivattyúrendszereket kölcsönöztek az Egyesült Államokból és ezekkel pumpáltak tengervizet az előretörő lávafolyamokra a geológusok által gondosan kiválasztott helyeken. A csővezetékek állványzatát gyakran elsodorta vagy felgyújtotta a láva, de maguk a rugalmas csövek a bennük áramló hideg víz révén működőképesek maradtak. A csővezetékeket elhelyező munkások a folyékony láva közvetlen közelében, vagy az éppen csak megszilárdult felszínen dolgoztak állandó életveszélyben, de csak néhányuk szenvedett kisebb égéseket.
A hűtési művelet július 10-én ért véget, teljes sikerrel. Sikerült megállítani a láva folyását a város és a kikötő bejárata felé egyaránt. Ehhez persze az is hozzájárult, hogy idővel csökkent a kitörés hevessége. Az akció költségét 1,5 millió akkori USD-re számították.

### A kitörés vége
A kitörés első napjaiban a geológusok számításai szerint másodpercenként 100 m³ ömlött a felszínre. Február 8-ra ez az érték 60 m³-re csökkent, március közepére pedig másodpercenként 10 m³-re, majd április közepére 5 m³-re. Július elejére megszűnt a láva felszínre áramlása, a műszerek pedig a talajszint csökkenését jelezték a kráter közelében, ami a felszín alatti magmakamra kiürülésére engedett következtetni.
A kitörés öt hónapja alatt összesen 0,25 köbkilométernyi láva és tefra került felszínre. A sziget felszínéhez 2,5 km², azaz 20%-nyi új terület adódott hozzá. A kikötő bejárata szűkebb, de a korábbinál védettebb lett a viharokkal szemben.

## Heimaey a kitörés után
A felszínre került lávatömeg belseje a kőzet alacsony hővezető-képessége miatt még sok éven át magas hőmérsékletű marad. A kitörés után ezt a geotermikus energiát a város épületeinek fűtésére kezdték használni. Az első házakat 1974-ben kapcsolták rá a kísérleti rendszerre, majd 1979-re négy nagyobb hőkinyerő rendszert telepítettek, amik elektromos energiát is termeltek.
A felszínre került tefrát a repülőtér kifutópályájának meghosszabbítására is felhasználták, valamint 200 új ház számára töltötték fel vele a talajt. 1974 közepére a korábbi lakosság fele visszatért a szigetre, 1975 márciusára a visszatérők aránya elérte a 80%-ot. Az újjáépítést az izlandi kormány a külföldi segélyek mellett egy új speciális adó bevezetésével finanszírozta. A helyi halászat és halfeldolgozás hamarosan visszanyerte gazdasági szerepét, és az itteni halfogás meghaladta az egész ország eredményének egyharmadát.
A kitörés végén az Eldfell csúcsa 220 méterrel volt a tengerszint felett. Az évek során ez 20 méterrel csökkent a vulkáni tefra tömörödése és a szélerózió miatt. A hegy aljára a lakosság füvet telepített a további erózió csökkentése érdekében, és várhatóan idővel az egész hegy befüvesedik, csakúgy, mint a közeli Helgafell.
Az Eldfell kitörése lett a világ egyik legjobban dokumentált vulkánkitörése. A kataklizmát kísérő nagy nemzetközi érdeklődés később hozzájárult a helyi turizmus jelentős növekedéséhez.

## Fordítás
- Ez a szócikk részben vagy egészben  az   Eldfell című angol Wikipédia-szócikk ezen változatának fordításán alapul.  Az eredeti cikk szerkesztőit annak laptörténete sorolja fel. Ez a jelzés csupán a megfogalmazás eredetét és a szerzői jogokat jelzi, nem szolgál a cikkben szereplő információk forrásmegjelöléseként.